# Shahrestān di Kangavar
Lo shahrestān di Kangavar (farsi شهرستان کنگاور) è uno dei 14 shahrestān della provincia di Kermanshah, il capoluogo è Kangavar.